# Södermanlands runinskrifter 277
Runinskrift Sö 277 är ett stort, inmurat runstensfragment i Strängnäs domkyrka, Strängnäs socken och Strängnäs kommun, Åkers härad i Södermanland.

## Stenen
Fragmentet som sitter inmurat i domkyrkans tornvägg och norr om ingången fanns där redan kring året 1700. Materialet är granit och blocket som är 194 cm långt och 70 cm brett, utgör cirka en fjärdedel av dess ursprungliga storlek ovanför marken. Ristaren är liksom stenens forna plats är okänd.
Runslingans utgörs av en drake fjättrad med enkelt band till sin egen svans. Svansen har en fotansats. Draken är rundögd och har huggtänder. Slingan var hjärtformad. Från svansen och uppåt löper en extra rad runor vars slut är borta. Texten börjar vid drakhuvudet och löper medsols så att runornas bas är inåtriktad. Runorna är något oregelbundna och inte djupt huggna. Orden skiljs åt av dubbla punkter. Svensk runrad från 1000-talet används, med en stungen runa (E, se pil). Kvarvarande runtext lyder enligt de translittererade versionerna nedan:

## Inskriften
Inskriften med runor:
ᚢ--ᚱ ᛬ ᛅᚢᚴ ᛬ ᛁᚾᚴᛁ᛬ᛒᚢᚱᚴ ᛬ ᛚᛁᛏᚢ ᛬ ᚱᛅ… … …- ᛬ …ᛅ ᛅᛏ ᛫ ᚢᛂᚱᚦᚱ ᛫ ᛁᚴᛁ ᛬ ᛁᚾᚴᚢᛅᚱᛋ ᛬ ᛘᛅ… …
Translitterering av runraden:
u--r : auk : inki:burk : (l)itu : ra... ... ...- : ...a at · uerþr · iki : inkuars : ma... ...
Normalisering till runsvenska:
... ok Ingiborg letu ræ[isa] ... ... ... at verðr ængi Ingvars ma[nna] ...
Översättning till nusvenska:
[aim]u[nt]r och Ingeborg läto resa ... blir ingen Ingvars like.
... Ingeborg läto resa ... blir icke någon av Ingvars män ...
Om Larssons läsning är riktig är Sö 277 liksom troligen Sö 279 rest över Ingvar själv av fadern Emund och  modern Ingeborg gemensamt. Namnet Æimundr finns också på Sö 278.

## Ingvarssten
Två personer reste stenen. Det första namnet är inte läsbart. Uppgiften om vem som fick stenen rest efter sig är borta, även uppgifter om eventuella släktförhållanden.
Slutet tolkas som en del av en vers som säger att den döde var med Ingvar på hans resa till Särkland. Därmed anses den tillhöra gruppen Ingvarsstenar, varav det finns tre, kanske fyra placerade vid Strängnäs domkyrka. 
Till Särkland kom man genom att fara österut till Gårdarike och söderut via de ryska floderna. Trettio välutrustade skepp lär enligt skrifterna ha rest i österled. Resan slutade olyckligt, många dog i krig och fler av sjukdom, bland dem Ingvar själv. Av de sista tolv skeppen försvann tio, ett nådde Miklagård och ett kom efter sex år hem till Mälartrakten. Detta skedde år 1042 enligt Ingvar den vittfarnes saga.

## Bildgalleri

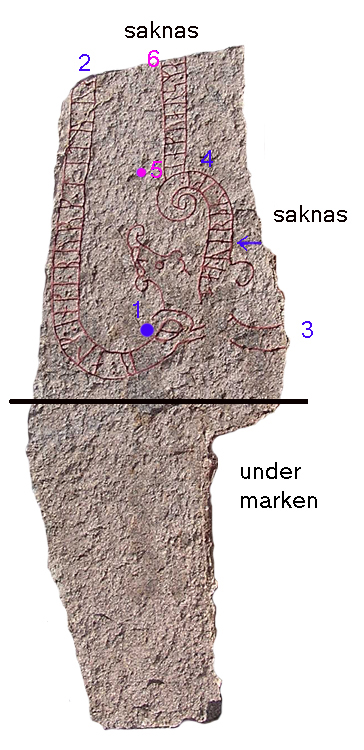
En stor del av inskiften saknas.
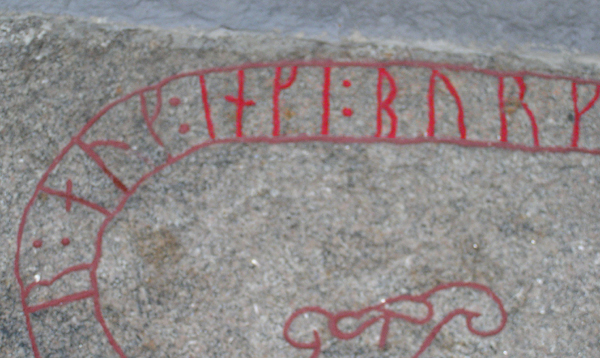
Ingeborg.
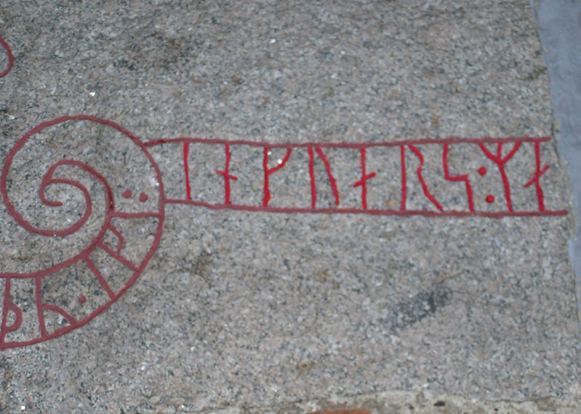
Ingvar.
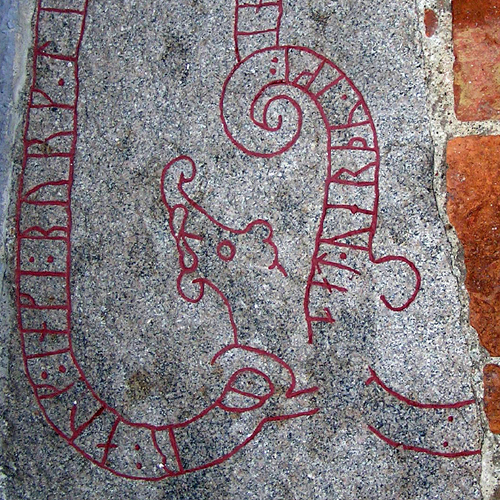
Rundögd drake med huggtänder.
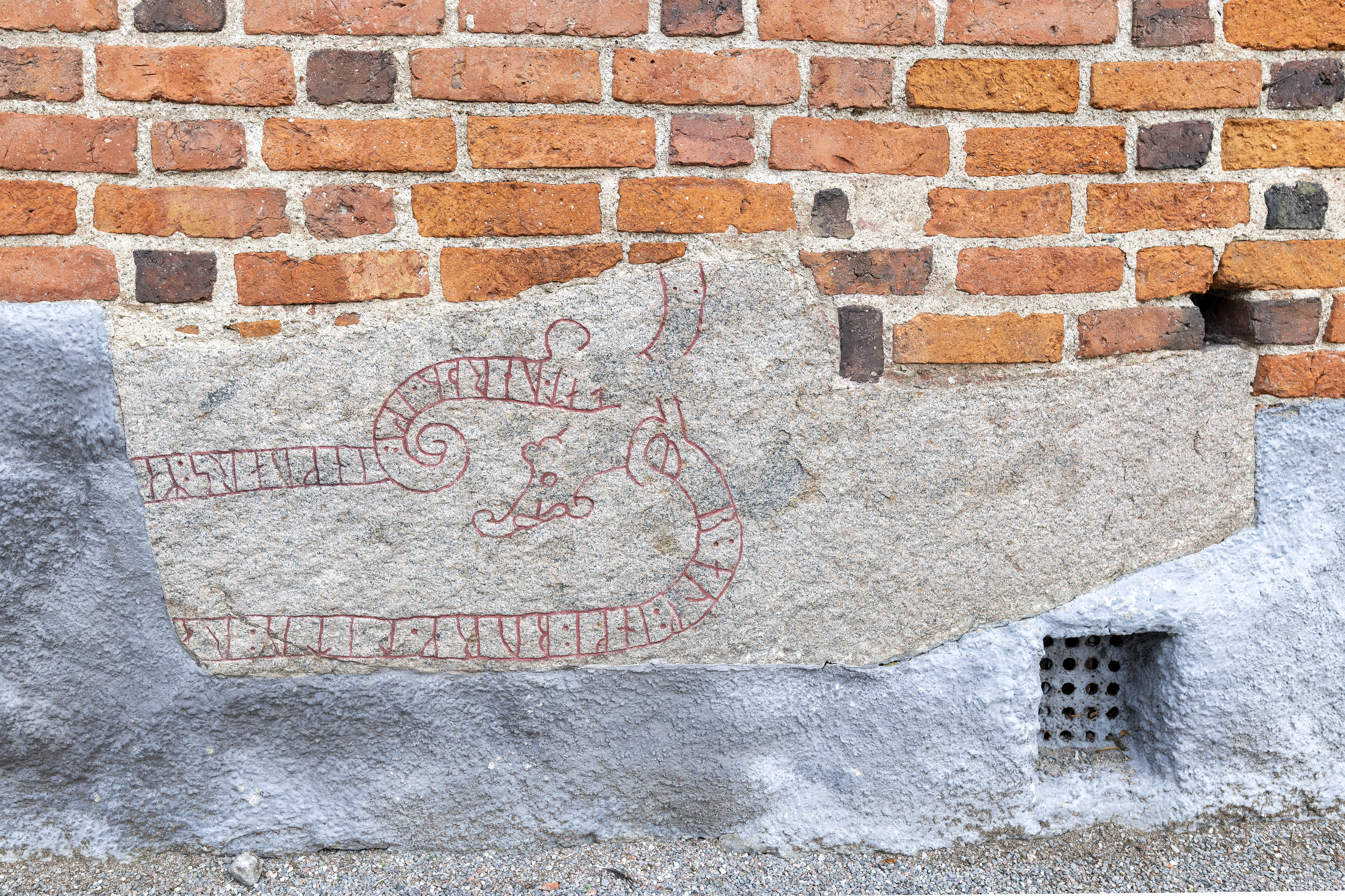
Sö 277 (2021)